# A-F Records
La A-F Records è un'etichetta indipendente punk rock fondata dai membri della band Anti-Flag a Pittsburgh, in Pennsylvania.

## Storia della A-F Records
La A-F Records nacque originariamente per promuovere una collezione degli stessi Anti-Flag intitolata "Their System Doesn't Work For You". Dopo i primi ricavati dalla vendita di quest'ultimo, vennero avvicinate le band Reagan Squad e The Unseen che ben presto realizzarono qui i propri album. Gli obiettivi principali dei fondatori divennero quello di supportare la scena musicale underground promuovendo band che divulgassero messaggi di carattere sociale e politico e quello di donare parte degli introiti in beneficenza.

## Artisti pubblicati
- Anti-Flag
- Audio Karate
- Darkest Hour
- Destruction Made Simple
- Endless Struggle
- Incommunicado
- Inhuman
- Intro5pect
- Inquisition
- Justin Meacham
- Modey Lemon
- Much the Same
- New Mexican Disaster Squad
- Pipedown
- Reagan Squad
- Red Lights Flash
- Tabula Rasa
- The Code
- The Methadones
- The Unseen
- The Vacancy
- Thought Riot
- Virus Nine
- Whatever it Takes